# Concierto para piano n.º 27 (Mozart)

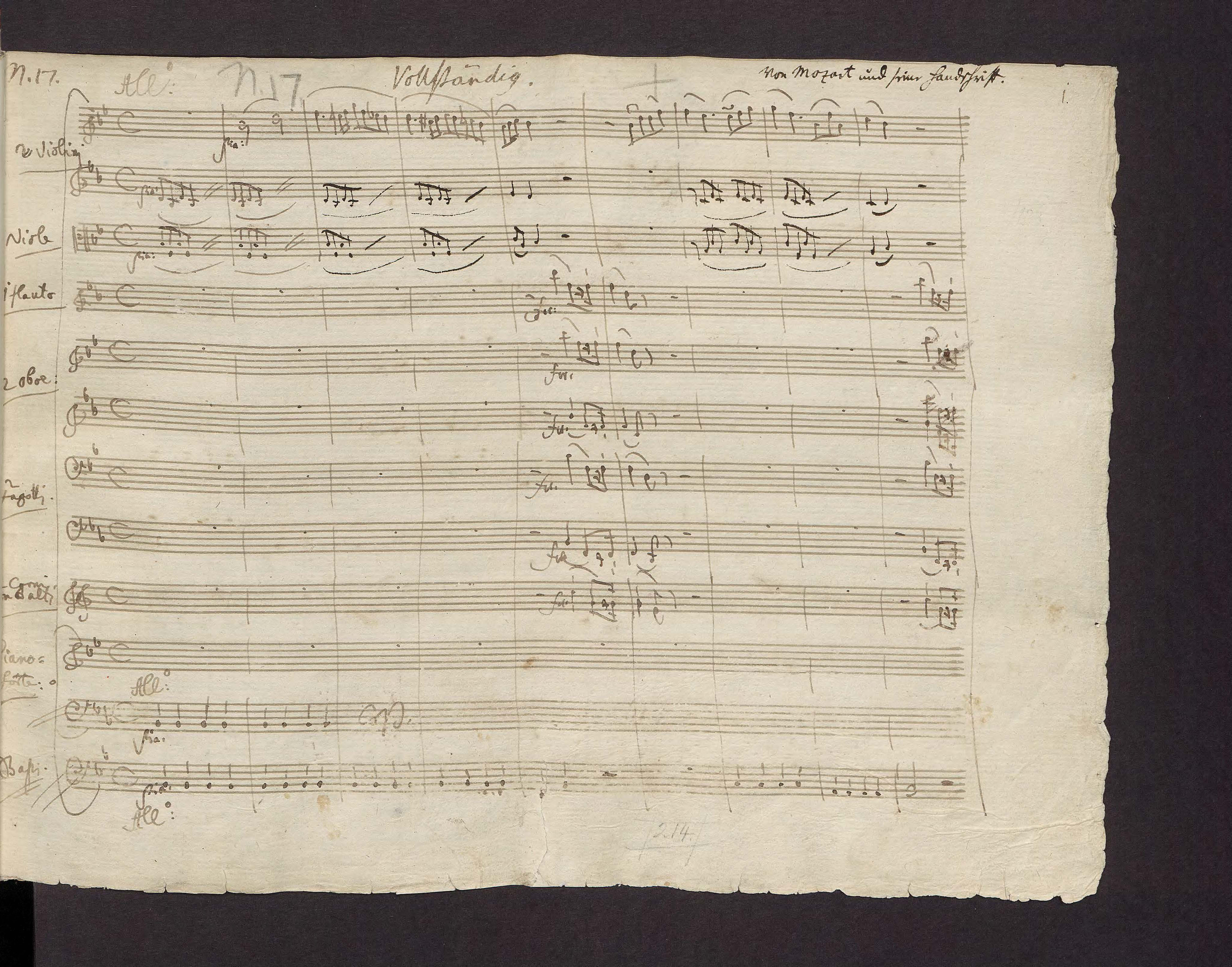
El manuscrito del Concierto para piano n.º 27 de Mozart en si bemol mayor, K.595, f.1r - Biblioteka Jagiellońska, Cracovia.

El Concierto para piano n.º 27 en si bemol mayor, K. 595, es una obra concertante de Wolfgang Amadeus Mozart, para piano y orquesta, tratándose del último concierto para piano que escribió.

## Historia

### Fecha de composición
El manuscrito está datado en el 5 de enero de 1791, exactamente once meses antes de la muerte de Mozart. Sin embargo, el análisis del papel en el que Mozart escribió la obra realizado por Alan Tyson indica que Mozart usó este papel entre diciembre de 1787 y febrero de 1789, lo que implica que tuvo que ser compuesto antes de 1791. 
Simon Keefe ha escrito que la composición de la obra data de 1788. Por otra parte, Wolfgang Rehm ha planteado que Mozart compuso este concierto a finales de 1790 y principios de 1791. Cliff Eisen ha discutido la controversia sobre el momento de composición en su repaso de los facsímiles de la partitura publicados.

### Estreno
La obra perpetuó por algunos años la serie de conciertos de enorme éxito de Mozart. Es una suposición popular que este concierto fue interpretado por primera vez el 4 de marzo de 1791 en el Jahn's Hall por el propio Mozart y el clarinetista Joseph Bähr. En la actualidad, los expertos han aducido que no hay absolutamente ninguna prueba que permita concluir que Mozart interpretase el KV 595 ese día. El concierto pudo haber sido estrenado más bien por la discípula de Mozart Barbara Ployer con ocasión de un concierto público en el palacio de Auersperg, en enero de 1791.
Esta fue la última aparición de Mozart en un concierto público, puesto que cayó enfermo en septiembre de 1791 y murió el 5 de diciembre de ese mismo año.

## Instrumentación
La obra está escrita para flauta, dos oboes, dos fagotes, dos trompas, piano solo y cuerdas, que interviene menos que en otros conciertos de Mozart, a excepción del n.º 23, KV 488, que tenía trompeta y timbal.
El Concierto para piano n. 23 k.488 no lleva trompeta ni timbal. Requiere una orquesta similar a la del 27 k595, a excepción de los clarinetes que no están en el k595 (y sí en el 488). Los oboes están en k 595 y no en el k 488.

## Estructura
Consta de tres movimientos:
1. Allegro.
2. Larghetto en mi bemol mayor.
3. Allegro.

Aunque los tres movimientos están en modo mayor, el modo menor se sugiere, como se evidencia en el segundo tema del primer movimiento (en la tonalidad de la dominante), así como la presencia de una remota tonalidad menor en el comienzo del desarrollo de ese movimiento y en la tónica menor en medio del Larghetto.
Otras interesantes características de la obra es su más bien fuerte integración temática de los movimientos, que se haría más importante en el siglo XIX. El tema principal del Larghetto, por ejemplo, revive mientras el segundo tema del movimiento final (en el compás 65). El tema principal del tercer movimiento fue empleado también por Mozart en su canción Sehnsucht nach dem Frühling (también conocida como Komm Lieber Mai), KV 596, que sigue inmediatamente a este concierto en el catálogo Köchel.
Mozart escribió asimismo dos cadenzas, para el primer y tercer movimientos.
Simon Keefe ha hablado acerca del concierto en profundidad, con énfasis en el distintivo carácter y los experimentos de estilo del concierto,comparado con otros conciertos de Mozart en este género.